# India Today
India Today је индијски недељник који представља вести на енглеском језику. Часопис издаје Living Media India Limited. India Today је најтиражнији часопис у Индији, са бројем читаоцима од близу 8 милиона. India Today је 2014. године покренула нову интернет страницу оријентисану на мишљење под називом DailyO.

## Историја
India Today је основао 1975. године Видја Вилас Пури (власник Thompson Press), са његовом ћерком Мадху Трехан као уредницом и м сином Аруном Пуријем у улози издавача. Тренутно, India Today излази и на хиндском, тамилском, малајаламском и телугу. Новински канал India Today је покренут 22. маја 2015. године.
У октобру 2017. је контролу над часописом преузела ћерка оснивача, Кали Пури.